# Hrabstwo Clay (Iowa)

Piramida wieku hrabstwa

Hrabstwo Clay – hrabstwo położone w USA w stanie Iowa z siedzibą w mieście Spencer. Założone 1851 roku.

## Miasta
| - Dickens - Everly - Fostoria | - Gillett Grove - Greenville - Peterson | - Rossie - Royal | - Spencer - Webb |

## Gminy
| - Clay - Douglas - Freeman - Garfield - Gillett Grove - Herdland | - Lake - Lincoln - Logan - Lone Tree - Meadow | - Peterson - Riverton - Sioux - Summit - Waterford |

## Drogi główne
- U.S. Highway 18
- U.S. Highway 71
- Iowa Highway 10

## Sąsiednie hrabstwa
- Hrabstwo Dickinson
- Hrabstwo Palo Alto
- Hrabstwo Buena Vista
- Hrabstwo O’Brien